# PROZAP
PROZAP Spółka z ograniczoną odpowiedzialnością (nazwa skrócona PROZAP Sp. z o.o.) – polskie biuro projektowe z branży chemicznej, z siedzibą w Puławach, należące do przedsiębiorstwa Grupa Azoty Zakłady Azotowe „Puławy” S.A., a wraz z nim do Grupy Azoty S.A.
Główne sfery działalności spółki w kraju i za granicą to:
- Projektowanie
- Realizacja inwestycji
- Usługi inżynierskie

## Struktura właścicielska
- Grupa Azoty „Puławy” S.A. – 86,15%
- Pozostali udziałowcy – 13,85%

## Zarząd
- dr Arkadiusz Sułek - prezes zarządu

## Historia
- 1965 r. rozpoczęcie działalności zamiejscowej grupy generalnego projektanta ZA „Puławy” gliwickiego Biura Projektów Przemysłu Syntezy Chemicznej „Prosynchem”, odpowiedzialnego za dostarczenie dokumentacji projektowo-kosztorysowej dla budowy Zakładów Azotowych „Puławy”
- 1 grudnia 1969 r. przeniesienie grupy z „Prosynchemu” do ZA „Puławy”.
- 1 stycznia 1970 r. utworzenie Biura Projektów ZA „Puławy”,
- 13 czerwca 1988 r. utworzenie Przedsiębiorstwa Projektowania Modernizacji i Rozwoju Zakładów Azotowych „Puławy” – PROZAP Spółka z ograniczoną odpowiedzialnością
- 2013 r. zmiana nazwy na PROZAP Spółka z ograniczoną odpowiedzialnością
- 29 stycznia 2020 r. połączenie PROZAP Sp. z o.o. oraz Koncept Sp. z o.o. z Polic. Utworzenie oddziału PROZAP Sp. z o.o. w Policach.

## Organizacje i stowarzyszenia
- Polska Izba Przemysłu Chemicznego – członek
- Izba Projektowania Budowlanego – członek
- Stowarzyszenie Inżynierów i Techników Przemysłu Chemicznego o. w Puławach – członek wspierający